# PCMark
PCMark (від англ. mark — укр. оцінка, Оцінка ПК) — серія комп'ютерних бенчмарків, розроблених фінською компанією Futuremark (раніше — MadOnion.com). Ця серія бенчмарків спроєктована для тестування таких компонентів персонального комп'ютера: центральний процесор, материнська плата, оперативна пам'ять, жорсткий диск.

## Використання
Програми серії PCMark тестують стабільність і продуктивність роботи процесорів, швидкісні характеристики і пропускну здатність оперативної і постійної пам'яті, а також безліч інших характеристик комп'ютерних компонентів. Для тестування використовуються різні тести, як синтетичні, що навантажують певні блоки комп'ютера, так і прикладні, наприклад архівація даних, кодування і декодування аудіо і відео, продуктивність фізичного рушія тощо.

## Версії PCMark
| Версія         | Опис | Дата випуску                                                                      | Операційна система                                                  | Підтримка |
| -------------- | --- | --------------------------------------------------------------------------------- | ------------------------------------------------------------------- | --------- |
| PCMark2002     | PCMark2002 — перший бенчмарк від Futuremark, призначений для широкого спектру персональних комп'ютерів під керуванням Microsoft Windows. Він призначений для перевірки нормального використання домашнього та офісного ПК, надаючи навіть початківцям потужності професійних бенчмарків. Виконував разом: - Тестування продуктивності CPU - Тестування продуктивності пам'яті - Тестування продуктивності HDD - Тестування стабільності системи - Тестування двовимірної графіки в Windows XP - Тестування продуктивності кодування й декодування відео - Тестування якості відтворення відео з DVD - Тестування часу використання батареї | 12 березня 2002                                                                   | Windows XP Windows 2000 Windows Millennium Windows 98 SE Windows 98 | Ні        |
| PCMark04       | PCMark04 — перший бенчмарк Futuremark із багатозадачністю, здатний тестувати і операційну систему, і її компоненти. Бенчмарк системи тестує загальну продуктивність, а компонентів — окремо процесор, пам'ять, графічну підсистему і жорсткий диск. PCMark04 дозволяв створювати комплексні тести, вказуючи потрібні компоненти. - Тестування загальної продуктивності - Тестування продуктивності CPU - Тестування продуктивності пам'яті - Тестування продуктивності HDD - Тестування продуктивності графіки | 25 листопада 2003                                                                 | Windows XP Windows 2000                                             | Ні        |
| PCMark05       | PCMark05 надавав комплекти тестів: - Тестування загальної продуктивності - Тестування продуктивності CPU - Тестування продуктивності пам'яті - Тестування продуктивності HDD - Тестування продуктивності графіки | 28 червня 2005                                                                    | Windows Vista Windows XP                                            | Ні        |
| PCMark Vantage | PCMark Vantage підтримував як 32-, так і 64-бітні версії Windows Vista. PCMark Vantage розраховувався на тестування ПК різного спрямування, від початкових мультимедійних і до професійних та ігрових. PCMark Suite міг тестувати одно- й багатопотокові CPU, графіку та HDD, зосереджуючись на програмах Windows Vista. Споживацькі набори сценаріїв надавали тести із заздалегідь визначеними вибірками, що вимірюють продуктивність системи у відповідних споживчих сценаріях Windows Vista. - Загальна оцінка PCMark Score - Оцінка пам'яті PCMark Memories Score - Оцінка ТБ і фільмів PCMark TV and Movies Score - Оцінка грання PCMark Gaming Score - Оцінка музики PCMark Music Score - Оцінка комунікацій PCMark Communications Score - Оцінка загальної продуктивності PCMark Productivity Score - Оцінка продуктивності HDD PCMark HDD Score | 18 жовтня 2007                                                                    | Windows 7 (8/8.1 обмежено) Windows Vista                            | Ні        |
| PCMark 7       | PCMark 7 містив понад 25 індивідуальних вимірювань, поєднаних у 7 окремих тестів. - Загальна оцінка PCMark - Тестування здатності ПК виконувати повні тести PCMark. - Тестування придатності для розваг: медіа та ігор - Тестування придатності для творчості: зображень і відео. - Тестування продуктивності в офісних завданнях та при роботі в інтернеті - Тестування обчислювальності - Тестування сховища | 12 травня 2011                                                                    | Windows 8/8.1 Windows 7                                             | Ні        |
| PCMark 8       | PCMark 8 містив тестування батареї та використання програм з пакетів Adobe Creative Suite та Microsoft Office. PCMark 8 має 5 тестів: - Тестування придатності для домашніх завдань: типового використання пересічними користувачами - Тестування придатності для творчих завдань: типових і професійних - Тестування придатності для робочих завдань в офісі - Тестування продуктивності програм з пакетів Adobe Creative Suite і Microsoft Office. - Тестування сховища: SSD, HDD і гібридного типу | 4 червня 2013 (Professional Edition) 21 жовтня 2013 (Advanced and Basic Editions) | Windows 8/8.1 Windows 7                                             | Так       |
| PCMark 10      | PCMark 10 має тести, поділені на 4 групи. «Essentials» включає тестування вебсерфінгу, проведення відеозустрічей і часу запуску програми. «Productivity» включає тестування продуктивності роботи з текстом і таблицями. «Digital Content Creation» тестує роботу з редагуванням фото, відео, рендерингу та візуалізації. «Gaming» тестує відтворення тривимірної графіки та розрахунок фізики. Ці групи можуть запускатися в наборах: - The PCMark 10: Essentials, Productivity, Digital Content Creation - The PCMark 10 Express: Essentials, Productivity - The PCMark 10 Extended: Essentials, Productivity, Digital Content Creation, Gaming groups | 6 червня 2017 (Professional Edition) 22 червня 2017 (Advanced and Basic Editions) | Windows 10 Windows 8/8.1 Windows 7 SP1 64-bit                       | Так       |